# Juan Gomis
Juan Gomis López (* 28. März 1978 in Castellón) ist ein ehemaliger spanischer Radrennfahrer.
Juan Gomis begann seine Karriere 2002 bei dem portugiesischen Radsportteam L.A. Pecol. Seine ersten Erfolge feierte er 2003, als er erst eine Etappe beim Grande Prémio Gondomar gewann und anschließend eine Etappe sowie die Gesamtwertung des Grande Prémio Cantanhede für sich entschied. Im Dopingskandal Fuentes wurde sein Name auf der Liste der Fahrer aufgeführt, die angeblich bei dem Arzt Eufemiano Fuentes, der durch einen Dopingskandal, der sich im Vorfeld der Tour de France 2006 ereignet hatte, international bekannt wurde, Kunde waren. Bei der Portugal-Rundfahrt startete er dennoch und wurde Fünfter. Nach der Saison 2008 wurde er bei keinem internationalen Radsportteam registriert.

## Erfolge
2000
- Spanischer Meister – Einzelzeitfahren (U23)

## Teams
- 2002 L.A. Pecol
- 2003 L.A. Pecol
- 2004 Saunier Duval-Prodir
- 2005 Comunidad Valenciana
- 2006 Comunidad Valenciana
- 2007 Vitória-ASC
- 2008 Palmeiras Resort-Tavira